# Farski otoci na Paraolimpijskim igrama
Farski otoci nastupali su prvi puta na Paraolimpijskim igrama 1984. godine i od tada su nastupili na svim igrama. Njezini sportaši osvojili su ukupno 13 medalja (1 zlato, 7 srebra i 5 brončanih). Nisu nastupili ni na jednim Zimskim paraolimpijskim igrama. Farski otoci imaju svoj Nacionalni paraolimpijski odbor i Nacionalni olimpijski odbor. Oni su međutim, jedan od samo dva teritorija (uz Makao) koji se natječe na Paraolimpijskim igrama, ali ne i na Olimpijskim igrama. Farski sportaši natječu se kao predstavnici Danske na Olimpijskim igrama.

## Vanjske poveznice
- Rezultati paraolimpijaca s Farskih otoka